# 达县专区
达县专区是四川省已撤销的专区。辖区大致在今达州市、巴中市境，含今广安市管辖的邻水县。
1950年置。原属川北行署区，在今四川省东北部。辖达县、宣汉、开江、平昌、南江、通江、万源、巴中等县。专员公署驻达县（今达州市）。1952年恢复四川省管辖。1953年大竹、邻水、渠县三县划入。1968年改置达县地区。

## 达县地区
达县地区辖原达县专区的达县、万源县、宣汉县、开江县、邻水县、大竹县、渠县、南江县、巴中县、平昌县、通江县，共11县。
1976年2月4日，由达县析置达县市。
1979年10月5日，以万源县的部分行政区域设立白沙工农区（县级）。
1993年7月2日，将邻水县划归广安地区管辖；撤销巴中县，设立巴中市（县级）。
1993年7月5日，达县地区、达县市分别更名为达川地区、达川市；将巴中市、通江县、南江县、平昌县划归巴中地区管辖。
1993年7月14日，撤销万源县和白沙工农区，合并设立万源市（县级）。
1999年6月20日，撤销达川地区，设立地级达州市。